# Singapore Art Fair
Singapore Art Fair est une foire d’art moderne et contemporain créée en 2014 à Singapour, fondée et dirigée par Laure d’Hauteville,. Elle s’inscrit dans la continuité de Beirut Art Fair.
Singapore Art Fair est la première foire en Asie dédiée aux artistes de la région Moyen-Orient-Afrique du Nord-Asie du Sud, région dont le nom est simplifié en « me.na.sa ».
Toutes les formes d'art y sont représentées : peinture, sculpture, installation, vidéo, photographie et performance.
La première édition a eu lieu du 27 au 30 novembre 2014 au Centre d’Exposition et de Convention Suntec Singapore. Elle a accueilli 59 galeries internationales et reçu 10 500 visiteurs.
Singapore Art Fair est organisée par Orchilys Pte Ltd, fondée par MP Singapore, membre du Groupe PICO, et CEDRALYS, société à l’initiative de Beirut Art Fair.
La première édition a notamment mis à l'honneur la création artistique libanaise avec la présentation d'un pavillon dédié et une vidéo performance du photographe libanais Roger Moukarzel.
La journaliste Marie Maertens annonce dans Connaissance des arts: "Cette nouvelle manifestation ne marchera pas sur les plates-bandes d'autres salons, comme Art Stage Singapore, car le but est bien de montrer la scène artistique s'épanouissant sur ce que l'on nommait la Route de la soie."

## Programme culturel 2014

### Un Pavillon Me.Na.
L'art du Moyen-Orient et du Maghreb a été le sujet d'un Pavillon coordonné par Catherine David.
Cette exposition a réuni 6 artistes ; Hicham Benohoud (Maroc), Ali Cherri (Liban), Simohammed Fettaka (Maroc), Atef Maatallah (Tunisie), Ahmed Mater (Royaume d’Arabie saoudite) et Massinissa  Selmani (Algérie).

### Un pavillon Libanais
La collectionneuse libanaise Janine Maamari a conçu une exposition autour de la création artistique libanaise.
Elle présentait les artistes: Laudi Abilama, Said Baalbaki, Tagreed Darghouth, Najla El Zein, Omar Fakhoury, Bassam Geitani, Dima Hajjar, Hiba Kalache, Christine Kettaneh, Nadia Safieddine, Marwan Sahmarani et Alfred Tarazi.

### Public Art Showcase
Un parcours de sculptures et installations monumentales a été installé dans les allées de Singapore Art Fair.
11 artistes ont été exposés, parmi lesquels le Français Jean-Marie Fiori, le Coréen Gwon Osang et le Chinois Jiang Shuo.

## Sources
- Les Échos "Première réussie pour Singapore art fair", un article de Martine Robert, 01/12/2014: https://www.lesechos.fr/industrie-services/services-conseils/0203977548807-premiere-reussie-a-la-singapore-art-fair-1069772.php
- Asia Tatler "Highlight art pieces from the Singapore Art Fair", un article de AFP Relaxnews, 02/12/2014: http://my.asiatatler.com/arts-culture/highlight-singapore-art-fair-art-culture-2014
- Art Tribune "Nel cuore della Singapore Art Fair", un article de Chiara Cecutta, 02/12/2014: http://www.artribune.com/2014/12/nel-cuore-della-singapore-art-fair-un-tour-per-immagini-attraverso-le-specificita-della-nuova-fiera-dal-panorama-libanese-alla-scena-indiana-e-della-nuova-caledonia/
- Artnet "Inaugural Edition of Singapore Art Fair Kicks Off", un article de Henri Neuendorf, 28/11/2014: http://news.artnet.com/in-brief/inaugural-edition-of-singapore-art-fair-kicks-off-184283
- Le Monde "Des foires so French", un article de Roxana Azimi, 29/11/2014: https://www.lemonde.fr/economie/article/2014/11/29/art-des-foires-so-french_4531527_3234.html
- Journal des Arts "Singapore art fair; la naissance d'une foire", un article de Marion Zipfel, 14/11/2014
- L'Orient Le Jour "Des galeries libanaises à la Singapore art fair", un article de Zéna ZALZAL, 03/09/2014
- Connaissance des arts "Singapore art fair; la nouvelle route de la soie", un article de Marie Maertens, 26/11/2014: http://www.connaissancedesarts.com/marche_art/actus/singapore-art-fair-la-nouvelle-route-de-la-soie-108930.php
- L'Orient Le Jour "L'art contemporain libanais à l'honneur à Singapour", un article de Zéna ZALZAL, 01/12/2014: http://www.lorientlejour.com/article/899469/lart-contemporain-libanais-a-lhonneur-a-singapour.html
- Straits Times "New fair to focus on art from the Middle East, North Africa, South and South-east Asia", un article de Huang Lijie, 12/02/2014: http://www.straitstimes.com/breaking-news/lifestyle/story/new-fair-focus-art-the-middle-east-north-africa-south-and-south-east-a/